# Olmedillas
Olmedillas es una localidad española del municipio de Sigüenza, perteneciente a la provincia de Guadalajara, en la comunidad autónoma de Castilla-La Mancha.

## Geografía
Es accesible desde Alcuneza y Alboreca. En sus cercanías se encuentra la cueva Harzal.

## Historia
A finales del siglo XV, en 1486, el concejo, justicia y regimiento de Olmedillas pleiteó con el concejo, justicia y regimiento de Loranca de Tajuña sobre aprovechamiento de términos. En 1566, Juan de Anduiza, vecino de la localidad, pleiteó por hidalguía.
Hacia mediados del siglo XIX, el lugar, por entonces con ayuntamiento propio, tenía contabilizada una población de 211 habitantes. Aparece descrito en el decimosegundo volumen del Diccionario geográfico-estadístico-histórico de España y sus posesiones de Ultramar de Pascual Madoz de la siguiente manera:

OLMEDILLAS: l. con ayunt. en la prov. de Guadalajara (12 leg.), part. jud. y dióc. de Sigüenza (2), aud. terr. de Madrid (22), c. g. de Castilla la Nueva: sit. en llano al pie de un cerro que le resguarda de los vientos del N.; su clima sin embargo, es frio pero sano. Tiene 60 casas; la consistorial; escuela de instruccion primaria frecuentada por 12 alumnos de ambos sexos; una igl. parr. (La Purísima Concepcion), matriz de la del pueblo de La Ventosa. térm.: confina con los de Conguezuela, La Ventosa y Alboreca; dentro de él se encuentran 3 fuentes de buenas aguas, y una gran cueva llamada Guarzal, revocada aun en parte de su interior con cal y canto. El terreno que participa de quebrado y llano, es de buena calidad y bastante productivo; comprende un monte poblado de encina, roble, chaparro y otras matas bajas. caminos: los que dirigen á los pueblos limítrofes y á la cab. del part., en la que se recibe y despacha el correo. prod.: trigo comun, cebada, avena, legumbres, leñas de combustible y pastos, con los que se mantiene ganado lanar, mular y vacuno; hay caza de liebres, perdices, y en su tiempo codornices. ind.: la agrícola y recriacion de ganados. comercio: esportacion del sobrante de frutos é importacion de los art. que faltan. pobl.: 60 vec., 211 alm. cap. prod.: 1.052,500 rs. imp.: 84,200. contr.: 3,526.

En este pueblo alcanzó y batió el general Concha, el dia 15 de junio de 1840, á las tropas carlistas mandadas por Balmaseda y Palacios.
(Madoz, 1849, p. 251)

En 1865, según el Boletín oficial del Ministerio de Fomento, la escuela de Olmedillas estaba dotada con 1125 reales. Desde principios del siglo XIX hasta los años 1930 la pedanía de Torrecilla del Ducado perteneció al municipio. El municipio de Olmedillas desapareció en 1970, al ser incorporado, junto a los de Alboreca, El Atance, Carabias, Riba de Santiuste e Imón, al término municipal de Sigüenza.

## Demografía
- Habitantes: 383 (1877), 368 (1887), 383 (1897), 380 (1900), 396 (1910), 367 (1920), 177 (1930), 190 (1940), 191 (1950), 147 (1960), 11 (2008).

El gran descenso de habitantes entre 1920 y 1930 se debió, en gran medida, a la segregación de Torrecilla del Ducado.
| Gráfica de evolución demográfica de Olmedillas entre 1842 y 1960 |
| |
| Población de derecho según los censos de población del INE Población de hecho según los censos de población del INEEntre el censo de 1857 y el anterior, crece el término del municipio porque incorpora a Torrecilla del Ducado Entre el censo de 1930 y el anterior, disminuye el término del municipio porque independiza a Torrecilla del Ducado Entre el censo de 1970 y el anterior, este municipio desaparece porque se integra en el municipio Sigüenza |

## Economía
Agricultura, ganadería y turismo rural.